# Rupela horridula
Rupela horridula là một loài bướm đêm trong họ Crambidae.